# Дубенець Віталій Георгійович
Дубенець Віталій Георгійович (нар. 19 листопада 1938 року у м. Чернігові, Україна, помер 20 січня 2025 року, м. Чернігів) — доктор технічних наук, професор кафедри зварювального виробництва та автоматизованого проектування будівельних конструкцій, секції теоретичної та прикладної механіки Чернігівського національного технологічного університету.

## Трудова діяльність
Закінчив Миколаївський кораблебудівний інститут імені адмірала С. О. Макарова за спеціальністю «Інженер-кораблебудівник».
У 1961 році розпочав трудову діяльність у Запорізькому КБ ім. академіка О. І. Івченка на посаді інженера лабораторії зварювання.
З 1964 року працював у Чернігівському філіалі КПІ, пройшовши шлях від асистента, старшого викладача, доцента, до професора, доктора технічних наук, завідувача кафедри. Працював заступником декана, деканом механічного факультету, проректором з наукової роботи.
З 1988 до 2015 року - завідувач кафедри теоретичної і прикладної механіки.

## Науково-педагогічна діяльність
Навчально-методична робота пов'язана з впровадженням в навчальний процес новітніх технологій навчання, зокрема, використання електронно-обчислювальної техніки.
Ним розроблено матеріали з використання ЕОМ при вивченні дисциплін «Опір матеріалів», «Оптимізація конструкцій», «Механіка руйнування», «Обчислювальна механіка», зокрема, електронні курси лекцій з цих дисциплін, необхідні методичні матеріали.
Наукова діяльність пов'язана з дослідженням проблем динаміки неідеально-пружних систем, зокрема з проблемою синтезу високодемпфіруваних структурно-неоднорідних конструкцій. Розроблено методи розрахунку тонкостінних елементів конструкцій неоднорідної структури з урахуванням неідеальної пружності матеріалу, запропоновано нові методи оптимального синтезу конструкцій з пасивним демпфіруванням, проведено дослідження резонансних режимів і демпфіруючої властивості елементів конструкцій.
Наукова робота Дубенця В. Г. тісно пов'язана з тематикою наукової школи академіка Г. С. Писаренка та з потребами виробництва.
Практичне використання результатів досліджень підтверджується його багаторічною співпрацею у рамках госпдоговорів з питань проектування високодемпфіруваних конструкцій суднобудування. Фундаментальні дослідження останніх років, які проводяться у рамках держбюджетної тематики за координаційними планами МОН У і пов'язані з більш глибоким вивченням явища розсіяння енергії у матеріалі і можливостей побудови математичних моделей неідеально-пружних систем, відповідають світовому рівню досліджень з питань проектування сучасних конструкцій, що працюють при динамічних навантаженнях, зокрема, конструкцій надводних і підводних суден, автомобілів, літаків, аерокосмічних і робототехнічних пристроїв.
Видано 4 навчальні посібники з грифом Міністерства освіти і науки України.
Є керівником і консультантом трьох захищених дисертацій кандидатів наук, підготовлених до захисту докторської та двох кандидатських дисертацій.
Член спеціалізованої вченої ради при НТУУ «КПІ» із захисту кандидатських і докторських дисертацій в галузі механіки деформівного твердого тіла.

## Відзнаки та нагороди
- 1999 р. — обрано членом Національного Комітету України з теоретичної і прикладної механіки.
- 2000 р. — нагороджений нагрудним знаком «Відмінник освіти України» Міністерства освіти і науки України.
- 2013 р. — нагороджений орденом «За заслуги» ІІІ ступеня.

## Праці
- Дубенець В. Г. Активне демпфірування нестаціонарних коливань балки з електропружними накладками / В. Г. Дубенець, О. В. Савченко, О. Л. Деркач // Вісник Чернігівського державного технологічного університету. Технічні науки. - 2014. - № 1(71). - С. 43-49.
- Дубенець В. Г. Колебания демпфированных композитных конструкций : в 2-х т. Т.1 / В. Г. Дубенець, В. В. Хильчевский. - Киев : Вища школа, 1995. - 228 с.
- Дубенець В. Г. Нестаціонарні коливання балки з електров`язкопружними дисипативними накладками / В. Г. Дубенець, О. В. Савченко, О. Л. Деркач // Вісник Чернігівського державного технологічного університету. Технічні науки. - 2013. - № 3(67). - С. 53-61.
- Дубенець В. Г. Оптимальне проектування пологих оболонок з композиційних в`язкопружних матеріалів / В. Г. Дубенець, О. В. Савченко // Вісник Чернігівського державного технологічного університету. - 2010. - № 45. - С. 21-29.
- Дубенець В. Г. Оптимізація параметрів багатошарових пластин з електров`язкопружних матеріалів / В. Г. Дубенець, О. В. Савченко // Вісник Чернігівського державного технологічного університету. Технічні науки. 2013. - № 2 (65). - С. 59-68.
- Дубенець В. Г. Основи методу скінченних елементів : навч. посіб. / В. Г. Дубенець, В. В. Хільчевський, О. В. Савченко. - Чернігів. : ЧДТУ, 2007. - 345 с.
- Дубенець В. Г. Розрахунково - графічні роботи з опору матеріалів в алгоритмах і задачах : навч. посіб. / В. Г. Дубенець, В. В. Хільчевський. - Київ : НМК ВО, 1992. - 400 с.
- Дубенець В. Г. Чисельний аналіз ефективних характеристик нанокомпозитних матеріалів / В. Г. Дубенець, О. О. Горбатко, О. Л. Деркач // Вісник Чернігівського державного технологічного університету. - 2012. - № 1(55). - С. 46-58.